# Королевская аудиенсия Мехико
Королевская аудиенсия Мехико (исп. Real Audiencia de México) — высший суд апелляционной инстанции в Королевстве Мексика, входящем в состав вице-королевства Новая Испания.
После того, как Эрнан Кортес уничтожил Теночтитлан, он решил разместить правительственные структуры в Койоакане, что к югу от озера Тешкоко. Для управления растущим населением королевским указом от 13 декабря 1527 года там была создана Королевская аудиенсия, председателем которой стал Нуньо Бельтран де Гусман, противостоявший епископу Хуану де Сумаррага. В 1532 году было создано вице-королевство Новая Испания, однако первый вице-король — Антонио де Мендоса — прибыл в Мексику лишь в 1535 году. В соответствии с новой структурой управления, вице-король стал президентом Аудиенсии и взял на себя функции исполнительной власти, оставив за Аудиенсией законодательную и судебную. По мере роста территории и населения Новой Испании, для лучшего управления в 1548 году была создана ещё одна Аудиенсия, которая с 1560 года стала постоянно находиться в Гвадалахаре.
В связи с тем, что в случае назначения нового вице-короля ему требовалось много времени для того, чтобы прибыть в Новый Свет, 30 января 1600 года король Филипп III издал декрет, в соответствии с которым в случае, когда пост вице-короля Новой Испании являлся вакантным, его обязанности исполняла Королевская аудиенсия Мехико.